# Bellemerea alpina
Bellemerea alpina  је бели до бледо смеђи, дебели лишај, који расте на стенама у планинама широм света. Расте на арктичко-алпским стаништима у Евроазији, Северној Америци (јужно до Калифорније и Аризоне), Аустралији и на Новом Зеланду. Често има врло видљив црни проталус. Сличан је врсти Aspicilia.